# Rey Yuan de Zhou
El Rey Yuan de Zhou (en chino, 周元王; pinyin, Zhōu Yuán Wáng) fue el vigésimo séptimo rey de la Dinastía Zhou  de China, y el décimo quinto de la Dinastía Zhou Oriental. Su hijo y sucesor fue el Rey Zhending de Zhou.